# 巴加塔
巴加塔是剛果民主共和國奎盧省的一個行政區。首府位於巴加塔鎮。巴加塔總面積18,179平方公里。
開賽河流經巴加塔北部邊界。奎盧河橫貫巴加塔，向西北方向流經巴加塔鎮，流向班頓杜，在寬果河流入開賽河之前不久，在該市與寬果河匯合。